# سنجب وسنجوب
تيك وتاك أو سنجب وسنجوب (Chip 'n' Dale) هما سنجابان شقيان من أوائل شخصيات ديزني. ظهرا في البداية كحيوانين شقيين يعملان المقالب لـبلوتو وبطوط في مرحلة أولى في الأشرطة السينمائية وعددها 23، ثم منذ 1946 في الكوميكسات.

## الشخصية
كان الظهور الأول لتيك وتاك في أشرطة الكرتون القصيرة لديزني في عام 1936 حيث كانا حيوانين شقيين مزعجين يقلقان بلوتو وبطوط، لكن أول ظهور لهم على الكومكس الورقي كان في 1946 للرسام جاك برادبوري وكان مستوحى من هذه الأشرطة. كانت مجلة ميكي دار الهلال هي أول ظهور عربي لهذه الشخصيات ونشرت لهم 66 قصة، لكن تم اعتماد التمسيات الفرنسية «تيك» و«تاك» بدل «شيب وديل». طبعا يجب التمييز بينهما وبين ترجمة دار المعارف لأسماء المحققين في قصص تان تان وهما دوبوند ودوبونت إلى تيك وتاك.
يمكن تمييزهم حسب لون الأنف (تيك أنفه أسود، وتاك لونه أحمر) والأسنان (تاك أسنانه متباعدة). في سلسلة 1989 الكرتونية بعد إعادة تصميمهم بملابس يمكن أيضا تمييزهم بالملابس (تاك أو سنجوب يفضل القميص ذو الألوان الفاقعة)، كما أن أصل هذين الحيوانانين هو حيوان الصيدناني.

## الظهور في المسلسلات الكرتونية
ظهر تيك وتاك في سلسلة تلفزيونية من 65 حلقة في 1989 بعنوان «كتيبة النجدة: سنجب وسنجوب» (Chip 'n' Dale: Rescue Rangers) حيث أصبح اسمهما في الدبلجة العربية لأواخر التسعينات هو سنجب وسنجوب. وظهرت شخصيات جديدة مثل غادجت («مواهب» في الدبلجة العربية) والبروفيسور، والعديد من الشخصيات الشريرة الجديدة. تعد الدبلجة العربية نادرة وصعبة الإيجاد.
أدى صوت الشخصيتين الرئيسيتين الممثلة المصرية سهير البدراوي.

## روابط خارجية
- سنجب وسنجوب على موقع ميوزك برينز (الإنجليزية)